# Casino de Mont-Tremblant
Le Casino de Mont-Tremblant est le quatrième casino du Québec, Canada, géré par la Société des casinos du Québec, une filiale de Loto-Québec. Il est situé dans la ville de Mont-Tremblant et fut inauguré le 24 juin 2009.

## Historique
Après l’ouverture de casinos à Montréal, à La Malbaie et à Gatineau, le Québec s’est doté d’un quatrième établissement de jeu lorsque le Casino de Mont-Tremblant a accueilli ses premiers clients le 24 juin 2009. Niché au pied du Versant Soleil de la Station de ski Mont-Tremblant, le Casino de Mont-Tremblant est situé à environ 150 kilomètres de Montréal et d’Ottawa et à seulement 40 kilomètres de l’Aéroport international de Mont-Tremblant. L’établissement est l’un des seuls casinos en Amérique du Nord qui soit accessible directement des pistes de ski[pertinence contestée].